# مارتن باول (موسيقي)
مارتن باول (بالإنجليزية: Martin Powell)‏ (و. 1973  م) هو موسيقي، وعازف كمان إنجليزي، ولد في شفيلد، يستخدم آلات جيتار كهربائي.

## روابط خارجية
- مارتن باول على موقع ميوزك برينز (الإنجليزية)
- مارتن باول على موقع ديسكوغز (الإنجليزية)